# Лондон — Суррей Классик 2013
2-й выпуск  Лондон — Суррей Классик — шоссейной однодневной велогонки в окрестностях столицы Великобритании Лондона. Гонка состоялась 4 августа 2013 года.

## Участники

### Российские участники
Российские велогонщики в гонке участие не принимали.

## Результаты
| Генеральная классификация | Генеральная классификация | Генеральная классификация   | Генеральная классификация |
|                           | Гонщик                    | Команда                     | Время                     |
| ------------------------- | ------------------------- | --------------------------- | ------------------------- |
| 1-й                       | Арно Демар                | FDJ.fr                      | 5ч 07' 43"                |
| 2-й                       | Саша Модоло               | Bardiani Valvole - CSF Inox | + 0"                      |
| 3-й                       | Янник Мартинес            | La Pomme Marseille          | + 0"                      |
| 4-й                       | Фабио Сабатини            | Cannondale                  | + 0"                      |
| 5-й                       | Данни ван Поппель         | Vacansoleil-DCM             | + 0"                      |
| 6-й                       | Зак Демпстер              | Team NetApp-Endura          | + 0"                      |
| 7-й                       | Раймонд Кредер            | Garmin-Sharp                | + 0"                      |
| 8-й                       | Кристиан Делле Стелле     | Bardiani Valvole - CSF Inox | + 0"                      |
| 9-й                       | Кристофер Саттон          | Sky Procycling              | + 0"                      |
| 10-й                      | Бен Свифт                 | Sky Procycling              | + 0"                      |